# Markus Feyerabend
Markus Feyerabend (* 6. August 1971) ist ein deutscher Segelkunstflieger und dreimaliger deutscher Meister.

## Biographisches
Das Segelfliegen begann er 1987 in der SFG Weilheim (heute LSV Weilheim-Peißenberg e.V.) und betrieb zunächst Streckensegelflug. Die Kunstflugberechtigung erwarb er 2001. Zumeist fliegt er einen Swift S-1.
Hauptberuflich arbeitet er als Systemingenieur in der Telekommunikations-Branche.

## Fliegerische Erfolge
Seit 2005 ist er Mitglied der deutschen Segelkunstflugnationalmannschaft. Dreimal in Folge, in den Jahren 2006, 2008 und 2010, wurde er Deutscher Meister im Segelkunstflug in der Vollacro- bzw. Unlimited-Klasse. Bei der Segelkunstflugweltmeisterschaft in Niederöblarn (Österreich) wurde er 2007 zusammen mit Olaf Schmidt und Eugen Schaal Vizeweltmeister in der Mannschaftswertung. 
| Wettbewerbserfolge | Wettbewerbserfolge                   | Wettbewerbserfolge                            | Wettbewerbserfolge   | Wettbewerbserfolge    | Wettbewerbserfolge               |
| Jahr               | Wettbewerb                           | Ort                                           | Kategorie            | Platzierung           | Mannschaftswertung               |
| ------------------ | ------------------------------------ | --------------------------------------------- | -------------------- | --------------------- | -------------------------------- |
| 2002               | Salzmann-Cup                         | Kirn, Deutschland                             | Halbakro (Advanced)  | 9                     |                                  |
| 2003               | Salzmann-Cup                         | Babenhausen (Hessen), Deutschland             | Halbakro             | 4                     | 1                                |
| 2003               | Landesmeisterschaften                | Schwalmstadt-Ziegenhain (Hessen), Deutschland | Halbakro             | 1                     | n/a                              |
| 2004               | Salzmann-Cup                         | Nagold, Deutschland                           | Halbakro             | 2                     | 3                                |
| 2004               | Deutsche Meisterschaft               | Biberach an der Riß, Deutschland              | Vollakro (Unlimited) | 9                     | n/a                              |
| 2005               | Weltmeisterschaft                    | Serpuchow (Drakino airfield), Russland        | Vollakro             | 18 (bester deutscher) |                                  |
| 2005               | Landesmeisterschaft                  | Tannheim (Württemberg), Deutschland           | Vollakro             | 1                     | n/a                              |
| 2005               | offene Niederländische Meisterschaft | Deelen (Niederlande), Niederlande             | Vollakro             | 1                     | n/a                              |
| 2006               | Salzmann-Cup                         | Donauwörth, Deutschland                       | Vollakro             | 1                     |                                  |
| 2006               | Europameisterschaft                  | Rybnik, Polen                                 | Vollakro             | 11                    | 3 (Schaal-Feyerabend-Schmidt)    |
| 2006               | Deutsche Meisterschaft               | Bad Frankenhausen, Deutschland                | Vollakro             | 1                     | n/a                              |
| 2007               | Salzmann-Cup                         | Stölln/Rhinow, Deutschland                    | Vollakro             | 1                     |                                  |
| 2007               | Weltmeisterschaft                    | Niederöblarn, Österreich                      | Vollakro             | 6                     | 2 (Schmidt-Feyerabend-Schaal)    |
| 2008               | Salzmann-Cup                         | Hornberg (Württemberg), Deutschland           | Vollakro             | 5                     |                                  |
| 2008               | Deutsche Meisterschaft               | Rothenburg (Oberlausitz), Deutschland         | Vollakro             | 1                     | n/a                              |
| 2008               | Europameisterschaft                  | Radom, Polen                                  | Vollakro             | 3 (bester deutscher)  | 3 (Feyerabend-Schmidt-Resch)     |
| 2009               | Landesmeisterschaften                | Pfarrkirchen, Deutschland                     | Vollakro             | 1                     | n/a                              |
| 2009               | World Air Games                      | Turin, Italien                                | Vollakro             |                       | n/a                              |
| 2010               | Deutsche Meisterschaft               | Brandenburg, Deutschland                      | Vollakro             | 1                     | n/a                              |
| 2010               | Europameisterschaft                  | Jämijärvi, Finnland                           | Vollakro             | 8 (bester deutscher)  | 4 (Feyerabend-Schmidt-Teichmann) |